# Лебедево (Ярославская область)
Лебедево  – деревня на территории Николо-Кормской сельской администрации Покровского сельского поселения Рыбинского района Ярославской области .
Деревня расположена на правом берегу реки Корма, в её верхнем течении, ниже её на том же берегу на расстоянии около 1 км находится деревня Кочевка 1-я, а вверх по течению следует сеть канав, пересекающих болото Чистый Мох, в этих канавах и находится исток реки Корма. С противоположной, левой берегу на расстоянии около 1 км от реки на автомобильной дороге Р104 на участке Углич-Рыбинск расположена деревня Соколово.
На 1 января 2007 года в деревне не числилось постоянного населения .  По почтовым данным в деревне 24 дома.
Деревня Лебедева указана на плане Генерального межевания Рыбинского уезда 1792 года.
Транспортное сообщение деревни через рейсовый автобус в соседней деревне Соколово связывает деревню с Рыбинском, Мышкиным и Угличем. Администрация сельского поселения в поселке и центр врача общей практики находится в посёлке Искра Октября (по дороге в сторону Рыбинска). В селе Никольском (в сторону Углича) – центр сельской администрации,  почтовое отделение  , школа, клуб. Действующая церковь и кладбище в селе Николо-Корма.